# Ramiro Briseño
Ramiro Briseño Ortíz (ur. 22 lutego 1972 w Buenavista) – meksykański piłkarz występujący na pozycji środkowego obrońcy.

## Kariera klubowa
Briseño swoją profesjonalną karierę rozpoczął stosunkowo późno, bo dopiero w wieku 27 lat, w drugoligowym zespole CD Irapuato. Na koniec rozgrywek 1999/2000, po tym, jak w sezonach Invierno 1999 i Verano 2000 dwa razy z rzędu wygrał drugą ligę meksykańską, awansował ze swoją drużyną do najwyższej klasy rozgrywkowej. W meksykańskiej Primera División zadebiutował za kadencji szkoleniowca Juana Alvarado, 30 lipca 2000 w zremisowanym 0:0 meczu z Guadalajarą. W Irapuato pełnił przeważnie rolę podstawowego piłkarza, a na początku 2002 roku, kiedy klub sprzedał swoją licencję drużynie Tiburones Rojos de Veracruz, przeniósł się razem z nim do portowego miasta. W Veracruz przez pierwsze dwa i pół roku był kluczowym punktem defensywy, lecz później stracił pewne miejsce w wyjściowej jedenastce i został relegowany do roli rezerwowego. Z tą drużyną nie odniósł również żadnych sukcesów zarówno na arenie krajowej, jak i międzynarodowej.
Latem 2006, po dwunastu miesiącach bezrobocia, Briseño jako wolny zawodnik podpisał umowę z drugoligową ekipą Gallos Caliente z siedzibą w mieście Tijuana. Barwy tej drużyny reprezentował przez cały półroczny okres jej istnienia, będąc podstawowym zawodnikiem i kapitanem zespołu. W styczniu 2007 drużyna Gallos zmieniła nazwę na Club Celaya, wobec czego Briseño po raz kolejny zmienił barwy klubowe. W Celayi pełnił jednak przeważnie rolę rezerwowego, nie potrafiąc wywalczyć sobie miejsca w wyjściowej jedenastce. Karierę piłkarską zakończył w wieku 35 lat jako zawodnik innego drugoligowca, Club Tijuana, w którym mimo zaawansowanego wieku pełnił rolę kapitana i miał pewne miejsce w pierwszym składzie. W późniejszym czasie podjął pracę w tym zespole jako trener, początkowo w roli asystenta urugwajskiego szkoleniowca Wilsona Graniolattiego, a następnie jako opiekun czwartoligowych rezerw.